# Miguel Bernad
Miguel Bernad (Ozamiz, 8 mei 1917 – Cagayan de Oro, 15 maart 2009) was een Filipijns geestelijke, hoogleraar en historisch schrijver. Tevens schreef hij columns voor diverse landelijke kranten.

## Biografie
Miguel Bernad werd geboren 8 mei 1917 in Ozamiz in de zuidelijk Filipijnse provincie Misamis. Bernad was een van de acht kinderen van Consuelo Hynson en Anselmo Bernad, voormalig gouverneur en afgevaardigde van Misamis. In 1932 trad Bernad toe tot de orde van de Jezuïeten. Hij studeerde theologie aan het Woodstock College in Maryland in de Verenigde Staten. In 1946 werd Bernad in Woodstock gewijd tot priester. Nadien studeerde hij aan Yale-universiteit. In 1950 behaalde hij er zijn Master of Arts-diploma en een jaar voltooide hij zijn Ph.D.. Na zijn studie in de Verenigde Staten was Bernad hoogleraar Engelse Literatuur aan de Ateneo de Manila University. Ook was hij hoogleraar geesteswetenschappen aan de Xavier University in Cagayan de Oro. 
Bernad schreef diverse veelal historische boeken, waaronder: Religious Revolutie in de Philippines (1960-1972); Bamboo and the Greenwood Tree; Essays on Philippine Literature (1961); The Ascent of Mount Apo, 1859-1958 (1959); History against the Landscape (1968); Aguinaldo and the Revolution of 1898 (1972); The Christianization of the Philippines, problems and perspectives (1972); Adventure in Vietnam (1974); The Lights of Broadway (1980); Tradition and Discontinuity (1983); Rizal and Spain (1986); The february Revolution and Other Reflections (1986); Five Great Missionary Experiments and Cultural Issues of Asia (1991)
Daarnaast schreef hij ook voor twee wetenschappelijke tijdschriften. Hij was van 1956 tot 1959 hoofdredacteur van Philippine Studies, een wetenschappelijk tijdschrift over de geschiedenis en etnografie van de Filipijnen en de Filipijnse volkeren. tevens was hij oprichter en redacteur van Kinaadman van Xavier University van 1977 de zomer van 2005 over de zuidelijke Filipijnen. Ook schreef hij een column voor de Daily Express en van 1987 tot december 2006 schreef hij een wekelijkse column voor de Philippine Star. 
Bernad overleed in 2009 op 92-jarige leeftijd aan hartfalen in het Maria Reyma Hospital in Cagayan de Oro.